# محمد المقرانی
محمد المقرانی (عربی: محمد المقراني؛ زاده: ۱۸۱۵ – درگذشته: ۵ مه ۱۸۷۱) یکی از رهبران انقلاب‌های مردمی است که الجزایر در قرن ۱۹ میلادی بعد از جنگ فرانسه با الجزایر در سال ۱۸۳۰ شاهد آن بوده‌است. محمد المقرانی فرزند احمد المقرانی یکی از حکام منطقه مجانه است که بعد از وفات پدر جانشین او گردید و مقامات فرانسوی به او لقب پاشا آغا که امتیازات کمتری نسبت به پدرش داشت دادند.

## شرکت در انقلاب
المقرانی در مارس ۱۸۷۱ استعفای خودش را به مقامات فرانسوی تقدیم و به انقلاب علیه اشغال فرانسه پیوست. او و برادرش و گروه او از کسانی بودند که مرگ را بر زندگی ذلت بار ترجیح داده و مقاومت علیه اشغالگر را تا به آخر ادامه دادند. برادر او که رهبری این انقلاب را بر عهده داشت سرانجام در ۲۰ ژانویه ۱۸۷۲ در نزدیکی قصر الرویسال شمال شرقی ورقله در منطقه جنوب توسط مقامات فرانسوی بازداشت شد و به این ترتیب شعله انقلاب در آن زمان خاموش گشت. این انقلاب که تقریباً یک سال بطول انجامید و پایه‌های استعمار فرانسه در الجزایر را به لرزه درآورد و در آن نزدیک به ۱۰۰ هزار نفر از مردم الجزایر توسط ارتش اشغالگر کشته شدند و زمین‌های مردم توسط استعمارگران مصادره و در اختیار اروپاییانی که به الجزایر کوچ کرده بودند قرار گرفت. هزاران تن از الجزایری‌هایی که در این انقلاب شرکت کرده بودند به کالدونی جدید تبعید شدند و خانواده المقرانی نیز تحت تعقیب قرار گرفتند. در اثر این وقایع خونین و قانونی که در سال ۱۸۸۱ به تصویب رسید، مهاجرت الجزایری‌ها به خارج به‌ویژه سوریه افزایش یافت.

## درگذشت
محمد المقرانی در ۵ ماه مه ۱۸۷۱ بر اثر شلیک توسط ارتش اشغالگر کشته شد و در بنی عباس نزدیکی شهر بجایه به خاک سپرده شد. در روایتی دیگر گفته شده که هنگامی که در حال نماز بوده توسط خدمتکار خودش به قتل رسیده‌است.